# Belonogaster lateritius
Belonogaster lateritius är en getingart. Belonogaster lateritius ingår i släktet Belonogaster och familjen getingar. Utöver nominatformen finns också underarten B. l. elegans.